# Tribulina dei Morti del Dosso
La tribulina dei Morti del Dosso, più comunemente denominata "la Santella", è un'edicola votiva che sorge nella frazione di Sola, sul territorio del comune di Fara Olivana con Sola, in provincia di Bergamo.  

## Storia
La cappelletta venne eretta alla fine del XVI secolo nella località allora denominata "Morti del Dosso", per accogliere le ossa umane ritrovate dai contadini che lavoravano nel vicino campo chiamato "Dosso". La tradizione locale riferisce che in quel luogo sorgeva un antico convento di frati, poi andato distrutto e ricostruito successivamente più ad ovest. Qualcuno sostiene che siano le ossa dei frati del vicino convento, altri invece quelle dei morti di peste del 1630 (di manzoniana memoria); probabilmente hanno ragione gli uni e gli altri, per cui si può ritenere che si tratti sia dei resti mortali dei frati, sia di quelli dei morti appestati.
Gli abitanti di Fara e di Sola, che hanno sempre avuto un gran rispetto e uno speciale culto per i morti (ne sono prova le molte messe che già in tempi lontani facevano celebrare, e i legati che costituivano a suffragio dei morti), fecero costruire la tribulina per raccogliervi piamente le ossa ritrovate, per cui essa ebbe, sin dalla sua origine, il carattere di cappella mortuaria. Sul pavimento del sacello è infatti ancora possibile individuare la lastra che chiude la fossa dove sono conservati i resti.
Nel 1829 l'edicola fu restaurata e completamente rinnovata. Fu inoltre adornata di un dipinto a fresco rappresentante la Madonna in atto di soccorrere e liberare le anime del Purgatorio. La pittura rivelava la mano di un discreto artista, di cui però non è stato tramandato il nome. Il 29 ottobre dello stesso anno l'edicola venne benedetta dall'arciprete don Domenico Fumagalli che, dopo aver celebrato una solenne messa cantata nella vicina chiesa di San Lorenzo, si era recato in processione fino alla cappella insieme con la popolazione recitando le esequie di suffragio per i defunti.

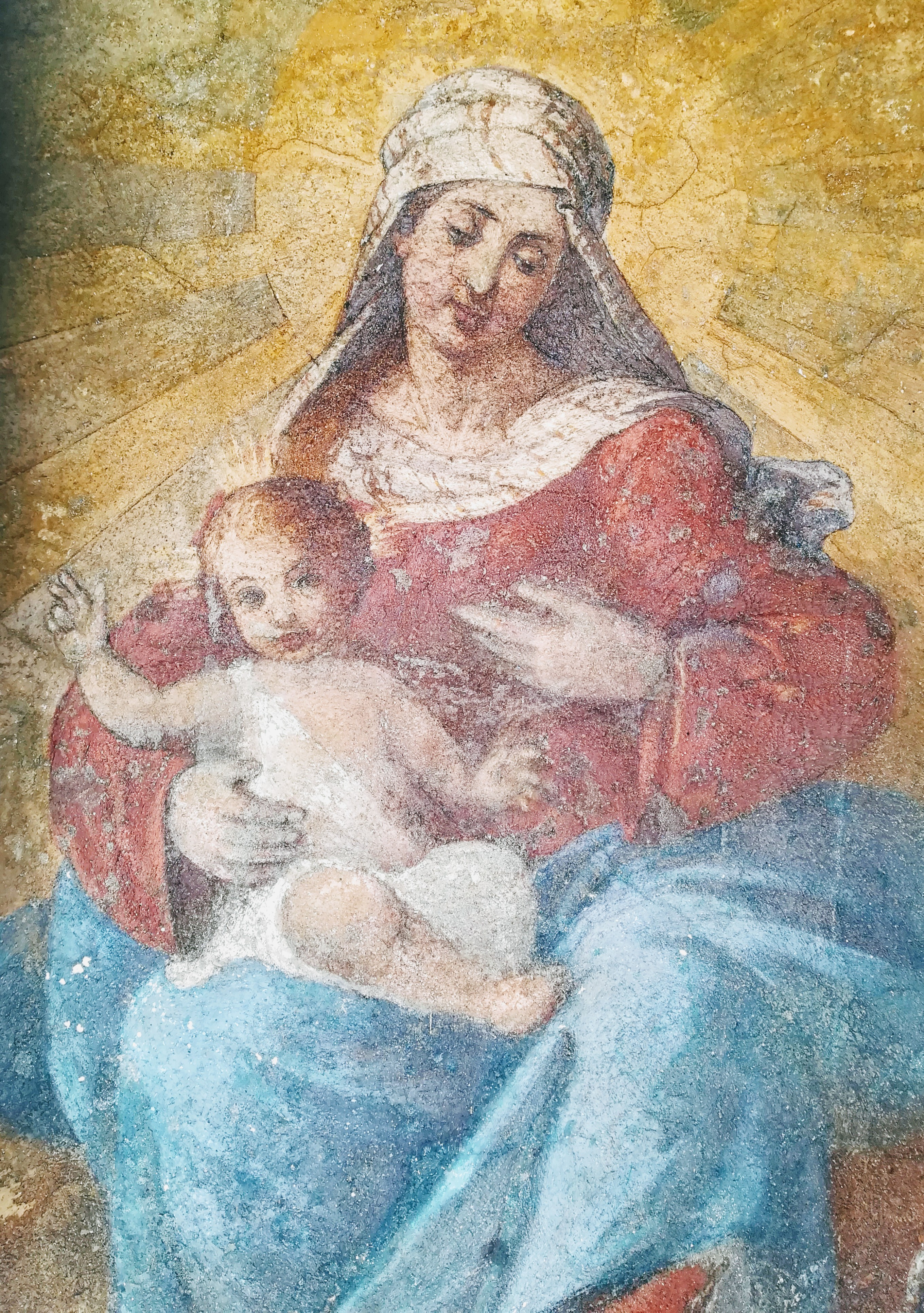
Particolare della "Madonna del Soccorso" - affresco di Girolamo Poloni - Tribulina dei morti del Dosso in Sola, 1932

Dopo circa un secolo la santella, molto deperita e rovinata dallo scorrere del tempo e dalle intemperie, con l'immagine della Vergine ormai quasi irriconoscibile, venne nuovamente restaurata nel 1932 e il pittore Girolamo Poloni di Martinengo vi dipingeva l'immagine della Madonna del Soccorso.
L'8 ottobre 1933, giorno in cui nella chiesa di San Lorenzo si celebrava l'annuale solennità della Maternità di Maria, l'arciprete don Francesco Saverio Cavagna, dopo il canto dei vespri, si recò in processione con tutto il popolo ai "Morti del Dosso" per benedire l'edificio restaurato.
La cappella continuò a essere una viva ed eloquente testimonianza della pietà verso i defunti e fu meta di frequenti visite da parte della popolazione di Sola e dei vicini cascinali.La santella, malgrado lo scorrere dei secoli, continua a essere oggetto di devozione verso la Madonna da parte degli abitanti del luogo. 
Dapprima immersa nel verde dei campi coltivati, vicina alla cascina San Lorenzo e con la cascina Superba sullo sfondo; si ritrovò sul limitare dell'abitato e raggiungibile per mezzo di una strada sterrata fino agli anni Novanta del Novecento. In seguito all'espandersi delle abitazioni, è inglobata nel nuovo quartiere residenziale di Sola.

## Descrizione
Il piccolo sacello è composto da due strutture. Il capitello in muratura, nel quale è ricavata una nicchia con un piccolo altare. All’interno del fornice e chiusa da un’inferriata è affrescata l’immagine della Madonna col Bambino. Nella parte superiore esterna (laterale e retrostante) l’edicola è decorata con una modanatura presumibilmente in cotto. Ad essa è stato addossato, nella parte anteriore, un portico formato da quattro pilastri in muratura che sostengono una struttura in legno. Entrambe le coperture presentano un tetto a doppio spiovente ricoperto da coppi in cotto. Sotto il pavimento del portico, che un tempo era rialzato rispetto al livello stradale, si trova l’ossario.
Oltre al valore artistico dell’affresco la Santella ha principalmente un valore storico.